# Um Lugar ao Sol (telenovela)
Um Lugar ao Sol é uma telenovela brasileira produzida e exibida pela TV Globo de 8 de novembro de 2021 a 25 de março de 2022, em 119 capítulos. Substituiu a reprise de Império (2014–15) e foi substituída por Pantanal, sendo a 18.ª "novela das nove" transmitida pela emissora.
Originalmente, possuiu estreia agendada para maio de 2020, substituindo Amor de Mãe, porém foi adiada sucessivas vezes devido aos impactos da pandemia de COVID-19 no Brasil. A trama marcou o retorno das exibições ininterruptas de tramas inéditas na principal faixa de telenovelas da emissora. 
Escrita por Lícia Manzo com colaboração de Carla Madeira, Cecília Giannetti, Leonardo Moreira, Rodrigo Castilho, Dora Castellar e Marta Góes, contou com a direção de Vicente Barcellos, Clara Kutner, João Gomez, Pedro Freire e Maria Clara Abreu, com direção geral de André Câmara e direção artística de Maurício Farias.
Contou com as atuações de Cauã Reymond, Alinne Moraes, Andréia Horta, Juan Paiva, Andrea Beltrão, Daniel Dantas, Marieta Severo, Ana Beatriz Nogueira, José de Abreu e Fernanda de Freitas nos papéis principais.

## Enredo
Em Goiânia, os irmãos gêmeos Christian e Christofer, ao nascerem, perdem sua mãe no parto e ficam com o pai, Ernani (Gery), que por viver em situação precária aceita dar um dos filhos para um rico casal do Rio de Janeiro, marcando a separação de ambos prestes a completarem um ano de idade. Christian acaba sendo encaminhado para um orfanato, enquanto Christofer é rebatizado como Renato pelos pais adotivos. Ambos crescem em realidades opostas, sem saber da existência um do outro.
Os caminhos dos irmãos convergem quando os dois completam dezoito anos. Ao se despedir no leito de morte de José Renato (Genézio de Barros), homem que sempre acreditou ser seu pai, Renato descobre sua verdadeira origem, assim como a existência do irmão gêmeo de quem foi separado. Revoltado, confronta a mãe adotiva Elenice (Ana Beatriz Nogueira), que mente ao filho, dizendo que seu irmão e o pai biológico estão mortos. Concomitantemente, Christian, ao atingir a maioridade, é obrigado a deixar o abrigo para menores onde cresceu, em Goiânia, também descobre ter sido separado do irmão. Inteligente e dedicado aos estudos, Christian deixa o orfanato e, sozinho no mundo e sem perspectivas, fica subempregado, vendo-se obrigado a arquivar seus sonhos, e apenas a existência do irmão afortunado parece iluminar sua vida. Na esperança de encontrar o irmão, decide então partir para o Rio de Janeiro. Antes, despede-se de Ravi (Juan Paiva), seu irmão de coração, dez anos mais novo, criado no abrigo com ele. Christian desembarca no Rio movido pela esperança de encontrar o irmão, enquanto Renato segue para a Europa com uma passagem só de ida, disposto a ficar longe da vida que descobriu ser uma farsa.
Dez anos depois, Christian trabalha como ambulante na porta do Estádio Olímpico Nilton Santos na esperança de encontrar o irmão. Sua única pista é um recorte de revista onde um jovem idêntico a ele, com a camisa do Botafogo, assiste a uma partida na tribuna de honra do estádio. Aos 28 anos, segue à rodoviária para receber Ravi, que acaba de completar a maioridade. Por seu intermédio e passando a morar com ele, Christian conhece Lara (Andréia Horta). A conexão entre os dois é instantânea.
Determinada e batalhadora, Lara foi criada em Minas Gerais pela avó Noca (Marieta Severo) e vai ao Rio de Janeiro cursar gastronomia. Apaixonado, o jovem reconcilia-se então com a própria vida, desistindo da busca inglória pelo irmão perdido. Voltando a acalentar o sonho de um futuro melhor e possível, dentro da própria realidade, planeja casar-se com Lara para juntos abrirem um pequeno negócio. No entanto, Ravi é preso injustamente, acusado de um roubo que não cometeu, e Christian precisa levantar o dinheiro da fiança. Sem alternativa, acaba aceitando fazer um carreto para o tráfico e, inadvertidamente, contraindo uma dívida ainda maior. Ameaçado de morte e sem saída, aceita a proposta de Lara: venderem o que têm para livrar Ravi da prisão e fugir para a casa da avó em Minas Gerais. Na noite marcada para a fuga, Christian encontra, ao acaso, Renato, que acaba de voltar ao Brasil. Este, após passarem a madrugada juntos e saber da dívida do irmão, sobe o morro em seu lugar e, confundido com ele, é morto pelos traficantes. Idêntico ao recém falecido, e, em um primeiro momento, tomado por sua namorada, a exuberante Bárbara (Alinne Moraes), e pela mãe adotiva, Christian emula a personalidade e o comportamento do irmão, tornando-se seu duplo. Decidido a deixar o passado para trás, assume a identidade de Renato, tendo Ravi como único confidente, vê Lara enterrar o corpo que supostamente seria seu e segue rumo a uma nova vida, tendo que lidar com as consequências de sua escolha.

## Elenco
| Intérprete           | Personagem                                                          |
| -------------------- | ------------------------------------------------------------------- |
| Cauã Reymond         | Christian Alves dos Santos (Chris) / Renato Muniz Meirelles (falso) |
| Cauã Reymond         | Christofer Alves dos Santos / Renato Muniz Meirelles                |
| Andréia Horta        | Lara Moreira Trindade                                               |
| Alinne Moraes        | Bárbara Assunção Meirelles                                          |
| Juan Paiva           | Ravi Pereira da Silva                                               |
| Andréa Beltrão       | Rebeca Assunção Mourão                                              |
| Marieta Severo       | Ana Maria Moreira Bastos (Noca)                                     |
| Ana Beatriz Nogueira | Elenice Muniz Meirelles                                             |
| Daniel Dantas        | Túlio Mourão                                                        |
| José de Abreu        | Santiago Assunção                                                   |
| Fernanda de Freitas  | Érica Ribeiro Assunção                                              |
| Gabriel Leone        | Felipe Soares                                                       |
| Danton Mello         | Mateus Nogueira Sales                                               |
| Ana Baird            | Nicole Assunção                                                     |
| Pathy Dejesus        | Maria Ruth Valente (Ruth)                                           |
| Denise Fraga         | Júlia Frateschi Soares                                              |
| Fernanda Marques     | Cecília Assunção                                                    |
| Lara Tremouroux      | Joyce Rodrigues Ferreira (Joy)                                      |
| Regina Braga         | Drª. Ana Virgínia Soares                                            |
| Marco Ricca          | Breno Martins                                                       |
| Mariana Lima         | Ilana Prates                                                        |
| Natália Lage         | Drª. Gabriela Macedo Gaspar                                         |
| Otávio Müller        | Paco Valentim                                                       |
| Claudia Mauro        | Helena Valentim                                                     |
| Renata Gaspar        | Stephany Ribeiro                                                    |
| Danilo Grangheia     | Roney Silveira da Cunha                                             |
| Samanta Quadrado     | Melissa Valentim (Mel)                                              |
| Indira Nascimento    | Janine Jardim                                                       |
| Yara de Novaes       | Inácia Rodrigues Ferreira                                           |
| Fernando Eiras       | Teodoro Muniz                                                       |
| Cláudia Missura      | Lucília Martins                                                     |
| Georgina Castro      | Thaiane Moreira                                                     |
| Ângela Figueiredo    | Mercedes                                                            |
| Stella Freitas       | Geize Pimenta                                                       |
| Ju Colombo           | Dalva                                                               |
| Luiz Serra           | Domísio Martins                                                     |
| Roberto Alencar      | Valdir                                                              |
| Bruna Martins        | Isabela (Bela)                                                      |
| Samantha Jones       | Adel                                                                |
| Mayara Theresa       | Leila                                                               |
| Pável Reymond        | Josias                                                              |
| Maju Lima            | Maria Rita Sales Prado (Marie)                                      |
| Miguel Schmid        | Luan Ribeiro                                                        |
| Maithê Rodrigues     | Yasmin Rodrigues Ferreira (Mimi)                                    |
| Álvaro Brandão       | Anderson Rodrigues Ferreira                                         |

### Participações especiais
| Intérprete         | Personagem                          |
| ------------------ | ----------------------------------- |
| Genézio de Barros  | José Renato Meirelles               |
| Débora Duarte      | Eva Lage                            |
| Reginaldo Faria    | Aníbal Macedo                       |
| Juliana Schalch    | Hannah                              |
| Inez Viana         | Avany                               |
| Betty Gofman       | Profª. Maria Antônia Andrade        |
| Tonico Pereira     | Prof. Romero                        |
| Eduardo Moscovis   | Edgar Assunção                      |
| Isio Ghelman       | Anselmo de Almeida Tavares / Alípio |
| Márcio Vito        | Ernani Alves dos Santos             |
| Antônio Pitanga    | Gesiel                              |
| Fernanda Nobre     | Maria Fernanda Lacombe              |
| Rui Resende        | Napoleão Bernardino da Costa (Naná) |
| Felipe Rocha       | Jonas Carneiro                      |
| Thelmo Fernandes   | Jerônimo Moreira Correia Bastos     |
| Tatiana Tiburcio   | Esther                              |
| Maria Gal          | Eugênia                             |
| Giovanna Chaves    | Carol                               |
| Larissa Vereza     | Soraya                              |
| Viviane Victorette | Veridiana                           |
| Vanessa Pascale    | Luna                                |
| Bruno Padilha      | Leandro                             |
| Ângela Rabelo      | Aurora Muniz                        |
| Analu Prestes      | Sueli Moreira Bastos                |
| Antônio Fragoso    | Alessandro Giácomo                  |
| Gillray Coutinho   | Eusébio                             |
| Mariah da Penha    | Rosalinda                           |
| Dhonata Augusto    | Caio                                |
| Cleiton Morais     | Michel                              |
| Aramis Trindade    | Kleber                              |
| Ana Kutner         | Dra. Beatriz                        |
| Bruce Gomlevsky    | Ricardo Macedo                      |
| Cláudio Mendes     | Ronaldo Pacheco                     |
| Ana Paula Botelho  | Enfermeira Bethânia                 |
| Jaime Leibovitch   | Juíz Brandão                        |
| JP Rufino          | Luan Ribeiro Assunção (adolescente) |
| Dja Marthins       | Filomena                            |
| Márcio Machado     | Dr. Rangel                          |
| Cyda Moreno        | Penha                               |
| Rafa Vachaud       | Régis                               |
| Jojô Rodrigues     | Lúcia                               |
| Jack Berraquero    | Marcão                              |
| Alexandre Mofati   | Dr. Fonseca                         |
| Pedro Cupido       | Francisco Pereira (aos 2 anos)      |
| Julio Cezar Cirilo | Francisco Pereira (aos 7 anos)      |
| Lauan do Amaral    | Ravi (criança)                      |
| Gery               | Ernani (jovem)                      |
| Rafael Primot      | José Renato (jovem)                 |
| Lorena Comparato   | Elenice (jovem)                     |
| Vitória Strada     | ela mesma                           |

## Produção
Após o desempenho das obras A Vida da Gente e Sete Vidas, ambas no horário das seis, a autora Lícia Manzo foi promovida para o horário das onze após a sinopse de uma trama intitulada Jogo da Memória ser aprovada para produção. A história focaria na relação incestuosa entre dois meio irmãos e seria ambientada em três épocas diferentes. Inicialmente a trama tinha previsão de estreia para abril de 2017, porém foi adiada por ser vista como uma história insuficiente para seu número de capítulos, que seria 88, e José Luiz Villamarim, designado como diretor da obra, precisou se afastar da produção para tratar de um problema de saúde, sendo substituída no horário por Os Dias Eram Assim. Posteriormente chegou a ser cogitado que o folhetim estreasse em 2018, mas a emissora terminou por mantê-lo engavetado.
Após o engavetamento, Manzo entregou no início de 2019 uma nova sinopse, desta vez aprovada para o horário das nove e com previsão de estreia no primeiro semestre de 2020 substituindo Amor de Mãe. Em junho de 2019, Maurício Farias foi designado à direção artística da obra. A trama tinha o título provisório de Em Seu Lugar, sendo uma referência a troca de identidade dos gêmeos protagonistas, porém após o início da produção e da preparação de elenco, o título foi alterado para Um Lugar ao Sol. As primeiras filmagens começaram em Goiânia, Goiás, para captar imagens de pontos da cidade, e em fevereiro de 2020, algumas cenas começaram a ser rodadas em Praga, capital da República Tcheca, onde estavam os atores Cauã Reymond, Alinne Moraes, Juliana Schalch, Ana Beatriz Nogueira, Diogo Monteiro e Ana Chagas. Nos Estúdios Globo, foram montados para a trama nove cenários fixos, cerca de trezentos ambientes e uma cidade cenográfica com 5.300 m² que reproduz o bairro Méier, no Rio de Janeiro.
Em março de 2020, com os primeiros impactos causados pela pandemia de COVID-19, a Globo suspendeu os trabalhos em seu complexo de estúdios como medida de prevenção à saúde das equipes, interrompendo as filmagens de Amor de Mãe e de Um Lugar ao Sol, que seria lançada em maio, e escalou reprises para a faixa das nove. Com as gravações de folhetins em andamento retomadas em agosto sob protocolos de segurança sanitária, a emissora reiniciou a produção da novela de Lícia Manzo no penúltimo mês de 2020. Em março de 2021 outro surto de COVID paralisou novamente os trabalhos da trama, sendo retomados no mês seguinte e encerrados em setembro, antes da estreia, o que tornou-a numa obra fechada, cuja história não pode ser modificada de acordo com a preferência do público. Dois finais foram rodados para o desfecho da novela, sendo um deles escolhido no decorrer de sua exibição para ir ao ar.
Um Lugar ao Sol foi a última novela aprovada para exibição na gestão de Silvio de Abreu como diretor de dramaturgia da Globo, que desligou-se da emissora no final de 2020 e foi substituído por José Luiz Villamarim.

### Escolha do elenco
Cauã Reymond foi o primeiro nome reservado do elenco para interpretar os gêmeos protagonistas Christian e Christofer, sendo este seu segundo trabalho interpretando gêmeos após a minissérie Dois Irmãos. Para as cenas em que os gêmeos contracenam juntos, Cauã contou com a ajuda de seu irmão Pável Reymond, que serviu de dublê do ator. Isabelle Drummond estava escalada para interpretar a antagonista Bárbara, porém ela acabou sendo remanejada para o elenco da novela O Selvagem da Ópera, trama de Maria Adelaide Amaral – projeto esse que acabou sendo cancelado pela emissora posteriormente – e Alinne Moraes foi escalada para o papel, sendo este o seu retorno ao horário nobre em doze anos desde Viver a Vida (2009). Para interpretar a protagonista Lara, Marjorie Estiano, Vanessa Giácomo e Vitória Strada foram os primeiros nomes cogitados pela produção, porém Andréia Horta acabou ficando com a personagem.
Reginaldo Faria estava escalado para viver Santiago, porém por fazer parte do grupo de risco de infecção da pandemia do COVID-19, o ator foi substituído por José de Abreu. Posteriormente, com o avanço da vacinação contra a doença, Faria recebeu um novo personagem, Aníbal, que entrou na trama posteriormente para formar par romântico com Noca (Marieta Severo). Maria Flor estava confirmada para interpretar Stephanie, chegando a gravar as primeiras cenas da personagem, porém a atriz acabou engravidando e precisou deixar o elenco, sendo substituída por Renata Gaspar, que regravou suas cenas.
Um Lugar ao Sol marcou o retorno às novelas das atrizes Andréa Beltrão, Denise Fraga e Natália Lage como personagens fixos; Beltrão estava afastada do gênero desde As Filhas da Mãe (2001), quando passou a se dedicar ao cinema e ao seriado Tapas & Beijos; Fraga havia feito uma participação nos primeiros capítulos de A Lei do Amor (2016), porém sua última personagem fixa foi em Sangue do Meu Sangue (1995), exibida pelo SBT; enquanto Natália estava afastada desde A Lua Me Disse (2005), quando também passou a se dedicar ao cinema e a participações nas séries A Grande Família e Tapas e Beijos.

## Exibição
Originalmente Um Lugar ao Sol esteve programada para estrear na faixa das nove em maio de 2020 após Amor de Mãe, interrompida por ter a produção afetada pelos impactos do início da pandemia de COVID-19. No horário foram escaladas as reprises em edição especial de Fina Estampa (2011–12) e A Força do Querer (2017) enquanto as gravações da novela de Lícia Manzo não eram retomadas, o que ocorreu no final daquele ano. Uma nova previsão de lançamento para abril de 2021 declinou após um novo surto de COVID atingir o Brasil, resultando na reapresentação de Império (2014–15) depois do encerramento da segunda parte de Amor de Mãe. Posteriormente a Globo definiu como data de estreia o dia 8 de novembro do mesmo ano.
A novela teria inicialmente 149 capítulos e, depois, por ajuste na grade de programação da rede foi esticada para ter 155. Temendo que a trama não obtivesse sucesso a emissora reduziu a quantidade para 107. Em janeiro de 2022 o número foi ampliado para 119 após as gravações da novela substituta no horário Pantanal serem afetadas por um surto de COVID-19 entre integrantes da equipe, resultando na redução da duração dos capítulos de Um Lugar ao Sol por sua produção estar finalizada.

### Exibição internacional
Um Lugar ao Sol teve a sua exibição em Portugal anunciada pela SIC, inicialmente para março após Bom Sucesso na faixa noturna. No entanto, a estação portuguesa optou por adiar a sua estreia e escalou Pantanal em seu lugar. Estreou, portanto, em 25 de julho de 2022 pela SIC.. Seu final foi transmitido no dia 8 de julho de 2023, após 251 capítulos.
No Chile, Um Lugar ao Sol (com o título de Vidas Ajenas) é exibido pelo Canal 13 desde o 21 de junho de 2022, de segunda a quarta no início da faixa noturna.
No Uruguai, Um Lugar ao Sol (com título de Vidas Ajenas) é exibida pela Teledoce desde o dia 01 de agosto, de segunda a sexta no início da faixa noturna.
Na Hungria Um Lugar ao Sol (com o título de Elcserélt Élet) estreou no dia 22 de agosto de 2022 pela emissora húngara RTL KLUB.
Em El Salvador Um Lugar ao Sol (com o título Vidas Ajenas) será exibida a partir do dia 31 de julho no Canal 6, substituindo Amor de Mãe às 14h00.

## Recepção

### Audiência
No primeiro capítulo, exibido em 8 de novembro de 2021, Um Lugar ao Sol obteve média de 25,2 pontos na cidade de São Paulo, com picos de 26,6, e foi assistida por cerca de dois milhões de pessoas, segundo dados da Kantar IBOPE Media. O número foi o segundo pior índice de audiência numa estreia de telenovela das nove, sendo superada por Terra e Paixão, que assumiu, até então, a primeira posição no ranking de pior audiência de uma telenovela das nove, até ser superada por Mania de Você.
Foram apontados como alguns dos motivos para tais números o descaso da própria TV Globo quanto a uma estratégia eficiente de divulgação do folhetim, insuficientemente realizada pouco antes de seu lançamento. Além disso, a TV Globo não promoveu a telenovela em programas da casa, como Encontro, Domingão com Huck e Mais Você, transformando o folhetim em uma obra sem importância. Um Lugar ao Sol foi prejudicada com os horários que era exibida, levando o telespectador a não saber que horas a trama começava. O folhetim sofreu, ainda, por ter sido levada ao ar totalmente gravada, impossibilitando a pesquisa de público para eventuais mudanças no roteiro. Para piorar, Lícia Manzo, a autora da telenovela, foi comunicada que a obra teria 149 capítulos, o que a fez estruturar toda a história a partir desse número.
Com o enredo pronto, a autora foi informada novamente que o número havia sido alterado para 107 capítulos, o que prejudicou o desenvolvimento da trama. A terceira mudança, para 119 capítulos, quando a obra já estava no ar, foi o grande erro da emissora, fazendo a trama ter sido repicada e editada com ganchos sem nexos. Por fim, a crise de audiência no horário nobre da Globo também contribuiu para a obra não ter sido um grande sucesso. Seguindo em queda, no segundo capítulo registrou 23,8 pontos, e no terceiro, exibido em horário adiantado por conta da transmissão de partida do Campeonato Brasileiro de Futebol, 23, chegando a 25,5 de pico nos últimos minutos. Acumulando média de 23,2 pontos, a primeira semana do folhetim marcou a pior do horário (das oito e das nove) na Grande São Paulo 52 anos depois de Véu de Noiva (1969–70) anotar 22,3 em seus primeiros dias.
O capítulo de 16 de novembro, veiculado em horário tardio devido à transmissão do jogo entre as seleções de Argentina e Brasil pelas Eliminatórias da Copa do Mundo FIFA de 2022, acumulou 15,6 pontos, pior média desde 31 de dezembro de 2018, quando O Sétimo Guardião registrou 15,2 para a faixa, além de ser menos assistida que o capítulo da reprise de Pega Pega, novela das sete, no ranking do dia e permanecer na vice-liderança com picos negativos de 10,6 pontos contra 12,8 do reality show A Fazenda 13, da RecordTV.
O primeiro recorde foi registrado no capítulo de 29 de novembro, quando a novela obteve média de 25,4 pontos. Em 24 de dezembro, véspera de Natal, a trama registrou nova média baixa, de 15,4 pontos.
Em três meses de exibição, totalizando 85 capítulos, a novela acumulou 22,2 pontos na Grande São Paulo e 21,4 pontos no Painel Nacional de Televisão (PNT), segundo levantamento da Kantar IBOPE Media, sendo classificada como a menos assistida da história do horário das nove, superando alguns títulos tidos como fracasso, como Babilônia (2015), A Lei do Amor (2016–17) e a edição especial de Império (2014–15), transmitida em 2021. Colunistas de portais de notícias consideraram que a baixa audiência foi causada pelo ritmo lento e complexo do texto da trama, distinto das antecessoras na faixa.
No capítulo de 8 de março de 2022, Um Lugar ao Sol registrou novamente média de 25,4 pontos, chegando a alcançar 31 de pico, o maior desde a estreia, consequência da expectativa do público pela atração posterior, o reality show Big Brother Brasil 22.
Em sua exibição inédita, o último capítulo marcou 25 pontos, não batendo os dois recordes registrados pela telenovela durante toda sua exibição e sendo assim o capítulo final menos assistido do horário das nove desde Passo dos Ventos (1968–69), e na reapresentação, obteve 20,5. A trama encerrou com média geral de 22,3 pontos, a menor da história da faixa desde Rosa Rebelde (1969), que alcançou 22 pontos. Três anos mais tarde, Mania de Você superaria a marca com 21,2 pontos.

### Crítica
André Santana, colunista do Observatório da TV, escreveu que Um Lugar ao Sol não obteve sucesso junto ao público por ser "muito calcada em diálogos, cenas de terapia e conflitos psicológicos", mas, "ao mesmo tempo, foi uma trama de personagens instigantes e muita sensibilidade, que ofereceu fortes emoções". Ele notou que a autora Lícia Manzo não adotou clichês para contar a história de irmãos gêmeos em que um ocupa o lugar do outro, utilizada em outras tramas brasileiras, e, pela falta dos mesmos, fez o segredo do protagonista Christian, que emulou a personalidade de Renato, ser revelado no último capítulo, enquanto a telenovela "andou em círculos".
Fabio Augusto, também do Observatório da TV, afirmou que o final de Um Lugar ao Sol foi "extremamente monótono" e que a autora decepcionou o público com a cena que mostra Christian (Cauã Reymond) revelando o grande segredo da trama. Ao dizer que era um farsante, faltou emoção ao personagem e melhor condução. "Para quem esperava uma cena para ser lembrada, a decepção foi grande", escreveu. Além disso, o colunista criticou o tratamento ruim dado a Ravi (Juan Paiva), que só viveu infortúnios na produção.
Gustavo Assumpção, do site Contigo!, classificou o texto de Manzo como "refinado", "com diálogos críveis e da melhor qualidade", e observou que temas como diversidade, ageismo e dependência química foram discutidos com "alto nível e muito bem exploradas [sic]". Ele destacou positivamente, também, a direção de Maurício Farias e as atuações de Cauã Reymond, Alinne Moraes, Andréia Horta e Juan Paiva, além de elevar Andréa Beltrão, Regina Braga, Denise Fraga e Mariana Lima ao título de "protagonistas".
Para Tony Goes, do site F5, Um Lugar ao Sol foi "inovadora em muitos sentidos", mas apontou que tornou-se "difícil de assistir" por seu "baixo astral", "mesmo com algumas tramas paralelas mais leves", devido ao personagem Christian, se passando por Renato, carregar "uma dor imensa do começo ao fim da novela".

#### Dublagem
Uma cena sobre dublagem exibida no capítulo do dia 8 de dezembro de 2021 gerou muitas críticas para a novela. No capítulo em questão, a personagem Nicole (Ana Baird), após ficar sem emprego e sem perspectiva, decide virar dubladora no Rio de Janeiro e faz um teste para dublar uma produção norte-americana. Muitos profissionais de dublagem e grande parte do público criticaram essa cena da novela, alegando que a dublagem foi retratada de uma forma muito irreal e como se fosse algo menor e um "tapa-buraco" para alguém fracassado na vida artística. A Globo chegou a postar a cena nas redes sociais, mas apagou a postagem após a repercussão negativa.

### Prêmios e indicações
| Ano  | Prêmio                   | Categoria                               | Nomeação       | Resultado | Ref.                    |
| ---- | ------------------------ | --------------------------------------- | -------------- | --------- | ----------------------- |
| 2021 | Prêmio APCA de Televisão | Melhor Novela                           | Lícia Manzo    | Indicada  | [ 135 ] [ 136 ]         |
| 2021 | Prêmio APCA de Televisão | Melhor Ator                             | Cauã Reymond   | Indicado  | [ 135 ] [ 136 ]         |
| 2021 | Prêmio APCA de Televisão | Melhor Ator                             | Juan Paiva     | Venceu    | [ 135 ] [ 136 ]         |
| 2022 | Troféu Imprensa          | Melhor Novela                           | Lícia Manzo    | Venceu    | [ 137 ]                 |
| 2022 | Troféu Internet          | Melhor Novela                           | Lícia Manzo    | Venceu    | [ 138 ]                 |
| 2022 | Troféu Internet          | Melhor Ator                             | Cauã Reymond   | Indicado  | [ 138 ]                 |
| 2022 | Troféu Internet          | Melhor Atriz                            | Alinne Moraes  | Indicada  | [ 138 ]                 |
| 2022 | Prêmio Contigo! Online   | Melhor Novela                           | Lícia Manzo    | Indicada  | [ 139 ] [ 140 ] [ 141 ] |
| 2022 | Prêmio Contigo! Online   | Melhor Atriz – Novela                   | Andréia Horta  | Indicada  | [ 139 ] [ 140 ] [ 141 ] |
| 2022 | Prêmio Contigo! Online   | Melhor Ator – Novela                    | Cauã Reymond   | Indicado  | [ 139 ] [ 140 ] [ 141 ] |
| 2022 | Prêmio Contigo! Online   | Melhor Atriz Coadjuvante – Novela/Série | Andréa Beltrão | Indicada  | [ 139 ] [ 140 ] [ 141 ] |
| 2022 | Prêmio Contigo! Online   | Melhor Ator Coadjuvante – Novela/Série  | Juan Paiva     | Indicado  | [ 139 ] [ 140 ] [ 141 ] |
| 2022 | Prêmio Contigo! Online   | Revelação da TV                         | Samantha Jones | Venceu    | [ 139 ] [ 140 ] [ 141 ] |
| 2022 | Prêmio APCA de Televisão | Melhor Novela                           | Lícia Manzo    | Indicada  | [ 142 ] [ 143 ]         |

## Música
Compõem a trilha sonora de Um Lugar ao Sol as seguintes canções:
- "Sulamericano", BaianaSystem part. Manu Chao (tema de abertura)
- "Explode Coração", Zizi Possi (tema de Christian e Lara)
- "Dança da Solidão", Paulinho da Viola part. Marisa Monte (tema de Felipe)
- "Enquanto Houver Sol", Titãs part. Iza (tema de Lara)
- "Baby", Os Mutantes (tema de Rebeca e Felipe)
- "Change", Rita Lee (tema de Rebeca)
- "Sol de Maria", Gilberto Gil
- "Tu me Acostumbraste", Caetano Veloso
- "Compasso", Angela Ro Ro (tema de Júlia)
- "Creep", Bebel Gilberto (tema de Christian/Renato e Bárbara)
- "Chasing Ghosts", Young Lights (cena do acidente de carro de Renato)
- "Love Love", Gilsons (tema de Paco e Nicole)
- "A Ordem Natural das Coisas", Emicida (tema de Ravi)
- "Like a Rose", Maria Gadú (tema de Cecília e Breno)
- "You Are so Beautiful", Silvia Machete
- "Foda-se", Edi Rock part. Neew (tema de Ravi)
- "Fine", Mike Shinoda
- "Unchained", Devon Gilfillian
- "Nightie Night", Marina Lima part. Pat MacDonald (tema de Rebeca)
- "I Feel Love", Sam Smith
- "Where Do The Children Play?", Girão Sessions part. Lenine
- "Don't Let It Go", Rooftime
- "Don't Wanna Fight", Alabama Shakes (tema de Bárbara)
- "O Calibre", Sioux 66
- "Cubana", Bivolt (tema de Joy)
- "Nobody Knows You When You're Down And Out", The Spencer Davis Group
- "Menina, Amanhã de Manhã", Tom Zé e Mônica Salmaso (tema de Rebeca e Felipe)
- "A Cor do Amor", Liah Soares part. Roberto Carlos (tema de Lara e Mateus)
- "Outra Vez", Roberto Carlos (tema de Christian/Renato e Lara)
- "Paralelas", Belchior
- "Eu e a Brisa", Caetano Veloso (tema de Cecília)
- "Light Years", The National (capítulo 71, cena da morte de Joy)
- "Dois Pra Lá, Dois Pra Cá", Elis Regina (capítulo 115, cena da primeira vez de Lara e Ravi)
- "Changes", Cyz Mendes part. Márcio Lomiranda (tema de Júlia)
- "Tempo Só (Time Will Tell)", Gilberto Gil (capítulo 119, cena final do último capítulo)

### Original
A música incidental original da novela, composta por Márcio Lomiranda e Mú Carvalho, foi lançada na plataforma digital de streaming Apple Music.
- "Degrau 62", Lomiranda
- "Drama ULS 1 Moo", Carvalho
- "Gemini Ambiente Tenso Noturno", Lomiranda e Carvalho
- "Cena Do Beijo 2", Carvalho
- "Cena Do Beijo 3 Moo", Carvalho
- "Chorinho Pra Noca", Lomiranda e Carvalho
- "Emotiva ULS 1 Moo", Carvalho
- "Isso É Tudo", Lomiranda
- "Minha Identidade Moo Vazia", Carvalho
- "Elenice Dois", Lomiranda e Carvalho
- "Procurando Pelo Irmão", Lomiranda
- "Antes Do Beijo Mmc", Carvalho
- "Drama ULS 3", Carvalho
- "Tarde De Outono Cinza", Lomiranda
- "Chorinho Restaurante Noca", Lomiranda e Carvalho
- "Emotiva ULS 2 Moo", Carvalho
- "Emotiva ULS 3 Moo", Carvalho
- "Tarô E Casamento", Lomiranda
- "Trap Tenso Leve", Lomiranda
- "Harpeji 1", Lomiranda e Carvalho
- "Ocupando 2", Lomiranda
- "Rave Lo Cecília", Lomiranda
- "Choro Noca Bahia", Lomiranda e Carvalho
- "Elenice Cara De Pau", Lomiranda e Carvalho
- "Santiago VS2", Carvalho
- "Afogamento de Bárbara", Lomiranda
- "Santiago Triste", Carvalho
- "De Manhã Groove", Lomiranda e Carvalho
- "Ambiente Soturnolo", Lomiranda
- "Cecília Dance Um", Lomiranda
- "Suspense Funk ULS 1", Carvalho
- "Elenice Quatro Gaiata", Lomiranda e Carvalho
- "Suspense New ULAS Moo 1", Carvalho
- "Delicada Piano", Lomiranda
- "Triste Romance Lomoo", Lomiranda e Carvalho
- "Suspense New ULAS Moo 2"  Carvalho
- "Gemini 1", Lomiranda
- "Supertensa Neurótica", Lomiranda
- "Suspense Novo ULS2", Carvalho
- "Suspense Lightlo", Lomiranda
- "Pichadores Mágicos", Lomiranda
- "Germinando Em Algum Lugar", Lomiranda
- "Triste Sequência", Lomiranda e Carvalho
- "Triste ULS 7 Moo", Carvalho
- "Noturna Cellos", Lomiranda
- "ULS Cena 1 Moo", Carvalho
- "Cecília Girl", Lomiranda
- "Sad Humanity", Lomiranda
- "Explorando A Mente", Lomiranda
- "Blackblue ULS", Lomiranda e Paulo Rafael
- "Extremamente Triste", Lomiranda
- "Gaivotas Do Mar", Lomiranda